# Уругвай
Уругвай, официално Източна република Уругвай, (на испански: República Oriental del Uruguay) е държава, разположена в южната част на Южна Америка. Граничи с Бразилия на север, с Аржентина на запад и юг и с Атлантическия океан на югоизток.
Страната има площ 177,4 хил. km² и е разположена в югоизточната част на Южна Америка. Граничи (в km) с Бразилия – 885, Аржентина – 495 и има брегова линия 670 km. Голяма част от територията ѝ е заета от югоизточната част на Бразилското плато, лавовото плато Аедо и хълмистата равнина на река Рио Негро и височинните Кучиля де Аедо. Най-високата точка на Уругвай е връх Cerro Catedral, също познат и като Cerro Cordillera – 513,66 m, в южните части на страната – Кучила Гранде.
Произходът на името на страната идва от езика на племето гуарани и означава „Реката на птичката уру“. Уру̀ е вид малка местна птица, която живее по бреговете на река Уругвай.

## История
Преди идването на испанците и португалците земите на днешен Уругвай са обитавани от индианци, главно от племето чару̀а. Първото сериозно селище, основано от европейците, е Колония дел Сакраменто (1680 г.) – важна крепост, издигната на източния бряг на Рио де ла Плата, многократно превземана ту от португалци, ту от испанци. По-късно, през 1726 г., е основан и град Монтевидео като основно пристанище в естуара на Рио Плата.
През 1798, 1806 и 1807 г. Англия прави няколко опита да превземе земите на Вицекралство Рио де ла Плата, но те са успешно отблъснати от обединените войски на Монтевидео и Буенос Айрес.
През 1822 г. Бразилия окупира територията на днешен Уругвай. След продължилата близо 6 години Бразилска война, през 1828 г. Уругвай извоюва своята независимост и се формира като държава.
„Американската Швейцария“
В края на 19 век Уругвай завършва формирането си като демократична държава и постига забележителни икономически и социални успехи. Уругвай става една от първите страни, установили правото на развод със закон (1907 г.), както и правото на жените да гласуват. Също така е втората държава в света, която със закон регламентира задължително и безплатно основно образование (1877 г.).
В икономиката се възприема политика на държавен протекционизъм на местните стоки, за сметка на вносните европейски такива. Всичко това дава отражение и в други сфери – перфектна инфраструктура, здравеопазване и образование на европейско ниво, най-високата сграда в Латинска Америка за дълги години (Паласио Салво – 1925 г.), най-големият стадион в света (Сентенарио), двукратен световен шампион по футбол (1930 и 1950 г.) – всичко това дава основание страната да стане международно известна като „Американската Швейцария“ през този период.
Военна диктатура (1973 – 1985)
Към края на 1950 г. Уругвай навлиза в сериозна икономическа криза, която дава отражение и в политическия живот на страната. 60-те години са белязани от надигането на леви движения. Срещу тях се надигат ултрадесни формирования, главно сред студентите, и влизат в чести преки стълкновения по улиците на големите градове. Хаосът, обхванал държавата, се използва добре от военните, които постепенно стават основен играч на политическата сцена. Всичко това завършва в крайна сметка с държавен преврат.
На 27 юни 1973 г. действащият президент Хуан Мария Бордабери с помощта на военните разпуска парламента и обявява т.нар. Държавен съвет, който изземва всички държавни функции. Мнозинството от уругвайското общество незабавно се обявява против преврата и е подложено на продължителни репресии. Задържани са лидерите на левицата, както и много граждани, изявили своята позиция. В уругвайски затвори умират над 1000 политически затворници, а други 140 са в неизвестност.
Промените започват бавно в началото на 80-те години, за да се стигне до пълното оттегляне на военните от властта и избирането отново на изцяло гражданско правителство на 1 март 1985 г.
Днес
По своето устройство Уругвай е президентска република. Това е най-демократичната държава в Латинска Америка, която според доклад на британското списание The Economist заема 27-о място от общо 167 изследвани държави. Има и едно от най-ниските нива на корупция. Заедно с Чили заема първо място в Латинска Америка по най-нисък показател „Индекс за възприемане на корупцията“ на организацията Прозрачност без граници.

## География
Най-малката страна в южната част на Южна Америка е Уругвай. Отличава се с хълмисто-равнинен и платовиден релеф. Основа на икономиката ѝ е животновъдството. Страната е разположена в югоизточната част на Южна Америка, между Бразилия и Аржентина.
По-голямата част от страната е заета от източния край на Лаплатската низина. На юг има широк излаз на Атлантическия океан, който оформя северния бряг на големия естуар Рио де Ла Плата (исп. „Сребърна река“). Централните части на страната са заети от хълмистата равнина около река Рио Негро, ляв приток на река Уругвай, която очертава изцяло границата с Аржентина. На част от територията на Уругвай са разположени най-южните разклонения на Бразилската планинска земя, лавовото плато Аедо и височините Кучеля де Аедо. На юг се намира най-високата ѝ точка – връх Пан де Асукар (501 m).
Географското положение (между 30° и 35° ю.ш.) и излазът на Атлантическия океан обуславят субтропичния океански климат с мека зима (юли, 10 – 12 °C) и топло лято (средните температури за януари са 22 – 24 °C). Валежите са от около 950 – 1200 mm годишно. През зимата до някои части на Уругвай достигат студени бури от юг, наречени пемперос, които предизвикват силно застудяване. Главни реки в страната са Уругвай и Рио Негро. Растителността е предимно субтропични тревисти савани, а на изток – от палмови гори.

## Държавно устройство
Уругвай е президентска република. Законодателната власт се изразява в двукамарен парламент с палата на представителите (99 депутати) и сенат (31 членове), всички с мандат от 5 години.

## Административно деление
Уругвай е разделен на 19 департамента:
- 1. Артигас
- 2. Канелонес
- 3. Серо Ларго
- 4. Колония
- 5. Дурасно
- 6. Флорес
- 7. Флорида
- 8. Лавайеха
- 9. Малдонадо
- 10. Монтевидео
- 11. Пайсанду
- 12. Рио Негро
- 13. Ривера
- 14. Роча
- 15. Салто
- 16. Сан Хосе
- 17. Сориано
- 18. Такуарембо
- 19. Трейнта и Трес

## Население
Населението на Уругвай е 3 444 006 души (2016), от тях 88% са бели, 8% метиси и 4% чернокожи. Официален език в страната е испанският, по-голямата част от населението са католици (54%), след тях са протестантите с 11%.
Страната се отличава с високо ниво на грамотност (97,3%) и голяма средна класа. Като резултат от ниската раждаемост (13,9 раждания на 1000 души) и високата средна продължителност на живота (75,38 години), страната има застаряващо население. Висока е и емиграцията, особено сред младото население – за последните две десетилетия са емигрирали над 500 000 уругвайци.

## Икономика
Уругвай е една от сравнително развитите страни в Латинска Америка. Промишлеността е представена главно от предприятия за преработване на селскостопански суровини. Основни отрасли са хранително-вкусова, нефтопреработваща, химическа, текстилна, шивашка, кожарска, металообработваща промишленост. От ВЕЦ се получават 96 % от електроенергията. Селското стопанство напълно обезпечава страната с основните хранителни продукти. Селскостопанските земи заемат 98 % от територията на Уругвай, като от тях 78,5 % са пасища и 8,4 % са обработваеми земи. Основен отрасъл – пасищното животновъдство, екстензивно, с направление за месо и кожи. Отглежда се едър рогат добитък (10,6 млн. глави), овце (2 млн.). Уругвай е един от най-големите производители и износители на вълна, месо и кожи. Основни селскостопански култури са пшеница, царевица, ориз, плодове и цитруси, захарна тръстика, слънчоглед.
Основни икономически показатели
- Брутен вътрешен продукт (БВП) – 32,2 милиарда $ (2008)
- БВП на глава от населението – 9845 $ (2008)
- Ръст на БВП – 8,9% (2008)
- Инфлация – 9,16% (2008)
- Външен дълг – 13,6 милиарда $ (2005)
- Внос – 5,47 милиарда $ (2007)
- Износ – 4,54 милиарда $ (2007)

## Култура
Музика
Без съмнение най-популярният танц в Уругвай, както и в целия район на Рио Плата, е тангото и по-малката му сестра – милонгата. За разлика от меланхоличното танго и веселата милонга, Уругвай има и изцяло свой национален музикален стил – кандомбе, в който значително по-силно са застъпени африканските ритми и ударните инструменти.
Две от най-известните световни имена в музиката на Уругвай все пак са свързани с тангото. Херардо Матос Родригес е композиторът на най-известната и свирена в света мелодия за танго „La cumparsita“. Най-известният и добър според мнозина певец на танго в света за всички времена е Карлос Гардел, трагично загинал при самолетна катастрофа.
Литература
Уругвайската литература се заражда в първото десетилетие на 19 век с Бартоломе Идалго и неговите патриотични поеми.
Сред модерните автори изпъкват Хуан Карлос Онети – един от най-големите екзистенциалисти и модернисти, пишещи на испански език – според Марио Варгас Льоса. Като „уругвайският Едгар Алън По“ определят Орасио Кирога – световноизвестен уругвайски драматург и писател, оставил в испаноезичната литература на 20 век изящни, макар и често плашещи разкази и истории.

## Други
- Комуникации в Уругвай
- Транспорт в Уругвай
- Армия на Уругвай
- Външна политика на Уругвай
- Туризъм в Уругвай